# Емили Уебли-Смит
Емили Уебли-Смит (на английски: Emily Webley-Smith) е английска тенисистка, родена на 14 юли 1984 г. Най-високата ѝ позиция в ранглистата за жени на WTA е 240 място, постигнато на 7 ноември 2011 г. В кариерата си има 7 титли от календара на Международната тенис федерация. На Уимбълдън 2004 достига 2 кръг, след като е включена с уайлд кард в схемата.